# Peter Bürgel

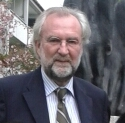
Peter Bürgel

Peter Bürgel (* 22. März 1953 in Dachau) ist ein ehemaliger deutscher Politiker der CSU und war von 2003 bis 2014 Oberbürgermeister der Großen Kreisstadt Dachau. Er ist verheiratet und lebt mit seinen beiden Töchtern im Stadtteil Mitterndorf.
Nach dem Abitur studierte er Rechtswissenschaften an der Ludwig-Maximilians-Universität in München. Anschließend war Bürgel als Rechtsanwalt in seinem Heimatort Dachau tätig.

## Politische Laufbahn
Peter Bürgel war von 1996 bis 2002 Fraktionsvorsitzender der CSU im Stadtrat von Dachau.
2002 kandidierte er für das Amt des Oberbürgermeisters der Stadt Dachau gegen den Amtsinhaber Kurt Piller (ÜB). Da es beim ersten Wahlgang, 3. März 2002, nicht zu einer absoluten Mehrheit von einem der beiden Kontrahenten kam, mussten diese in die Stichwahl ziehen. Bei dieser Wahl fand ein bundesweit Aufsehen erregender Wahlfälschungsskandal statt. Die Stichwahl vom 17. März 2002, die Bürgel mit 73 Stimmen Mehrheit gegen Piller gewann, musste wiederholt werden. 
Diese gewann Bürgel mit einer Mehrheit von 1221 Stimmen eindeutig. 
Schwerpunkte seiner ersten Amtszeit waren u. a. der verantwortungsvolle Umgang der Stadt mit ihrer Geschichte sowie die Förderung der ehemaligen Künstlerkolonie Dachau als Stadt mit Kunst und Kultur. Dieses Engagement mündete 2007 in der Wahl Bürgels zum Präsidenten von EuroArt, einer Vereinigung von 80 Künstlerorten aus 21 europäischen Ländern.
Peter Bürgel wurde bei der Kommunalwahl 2008 im Amt bestätigt, wobei er auch hier wieder in die Stichwahl gegen den Herausforderer Volker Koch von der SPD ziehen musste. 2014 unterlag er seinem Herausforderer Florian Hartmann (SPD) in der Stichwahl.
2015 wurde Bürgel mit dem Bundesverdienstkreuz am Bande ausgezeichnet.